# Combat de Peterswalde
Sixième Coalition
Batailles
Campagne de Russie (1812)
- Liste des batailles
- Mir
- Moguilev
- Ostrovno
- Vitebsk
- Kliastitsy
- Smolensk
- 1re Polotsk
- Valoutina Gora
- Moskova
- Moscou
- Winkowo
- 2e Polotsk
- Maloïaroslavets
- Gorodnia
- Czaśniki
- Viazma
- Smoliani
- Krasnoï
- Bérézina

Campagne d'Allemagne (1813)
- Dantzig
- Lunebourg
- Möckern
- Lützen
- Bautzen
- Reichenbach
- Haynau
- Luckau
- Hoyerswerda
- Lauenbourg
- Goldberg
- Gross Beeren
- Katzbach
- Dresde
- Kulm
- Dennewitz
- Peterswalde
- Liebertwolkwitz
- Leipzig
- Hanau
- Sehested
- Torgau
- Hambourg

Campagne de France (1814)
- Sainte-Croix-en-Plaine
- Besançon
- Mayence
- Metz
- Saint-Avold
- 1re Saint-Dizier
- Brienne
- La Rothière
- Campagne des Six-Jours (Champaubert
- Montmirail
- Château-Thierry
- Vauchamps)
- Mormant
- Montereau
- Bar-sur-Aube
- Saint-Julien
- Laubressel
- Berry-au-Bac
- Craonne
- Coutures
- Laon
- Soissons
- Mâcon
- Reims
- Saint-Georges-de-Reneins
- Limonest
- Arcis-sur-Aube
- Fère-Champenoise
- 2e Saint-Dizier
- Meaux
- Claye
- Villeparisis
- Paris

- Feistritz
- Caldiero (en)
- Trieste
- Mincio

- Hoogstraten (de)
- Anvers
- Berg-op-Zoom
- Courtrai

Le combat de Peterswalde se déroule le 17 septembre 1813 à Peterswalde, en Bohême, dans le cadre de la campagne d'Allemagne. Il oppose le 1er régiment de chevau-légers lanciers polonais de la Garde impériale et le 4e régiment de gardes d'honneur au 1er régiment de hussards de Silésie (de). Après un rapide combat, les Polonais dispersent les Prussiens.

## Prélude de la bataille

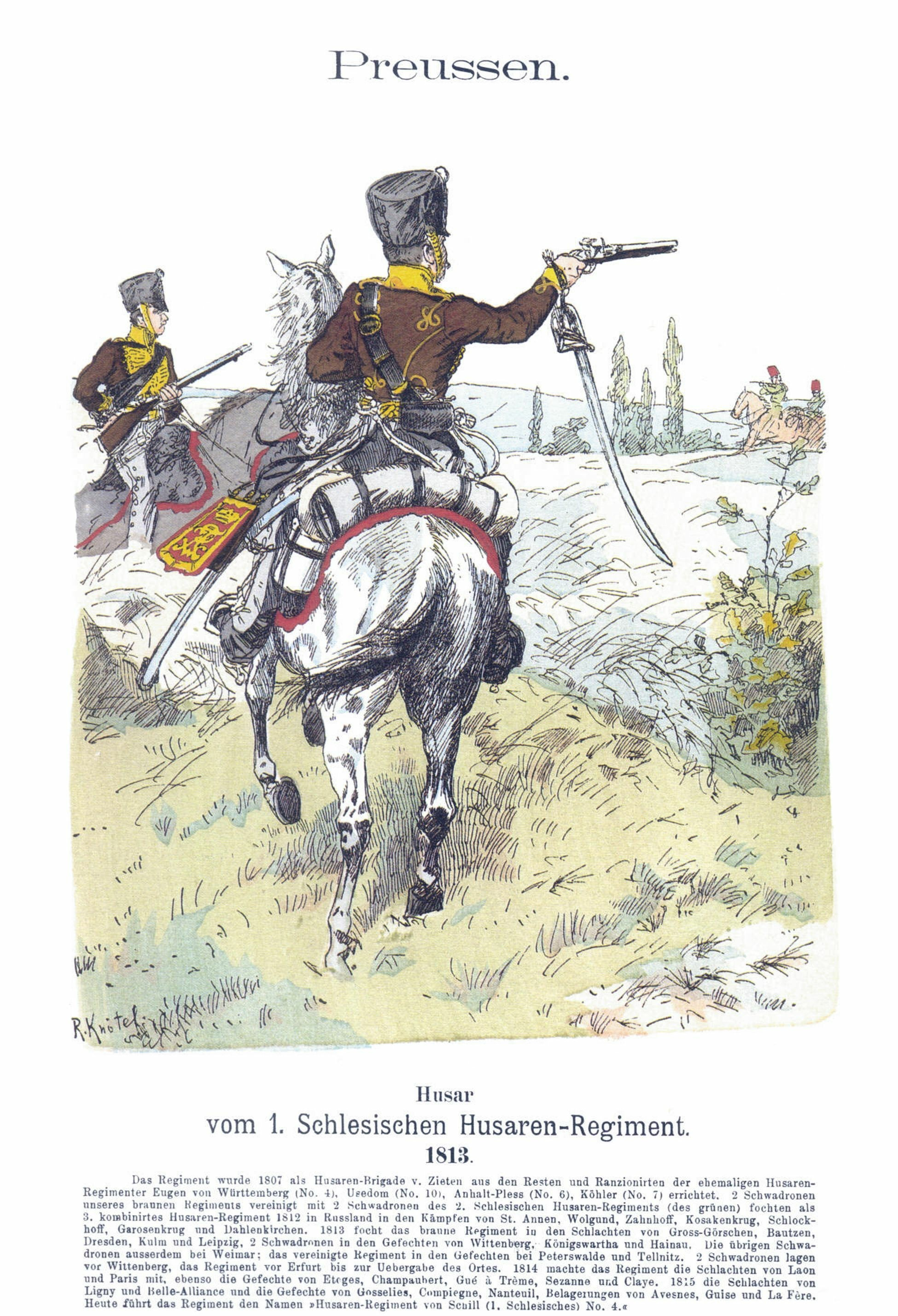
Hussards prussiens de Silésie. Illustration de Richard Knötel.

Quelques jours auparavant, profitant de l'absence de l'Empereur, le général Wittgenstein lance une offensive en Allemagne sur les lignes françaises et bat le maréchal Ney à Dennewitz. Napoléon, informé de cette défaite, repart immédiatement sur le front et contraint les forces autrichiennes à la retraite au cours d'une série d'engagements victorieux. Il ordonne aussitôt la poursuite, auquel prend part le 1er régiment de lanciers polonais de la Garde. Ce dernier rattrape un détachement de cavaliers prussiens aux alentours du village de Peterswalde et le contraint à la bataille.

## Forces en présence
Les Polonais alignent les 1er et 2e escadrons du régiment, commandés par le chef d'escadron Séverin Fredro, auquel s'ajoute un peloton de 25 cavaliers du 4e régiment de gardes d'honneur.
Les Prussiens disposent de 5 escadrons du 1er régiment de hussards de Silésie commandés par le colonel Friedrich Blücher, le fils du maréchal Gebhard Leberecht von Blücher. Cette cavalerie est soutenue par de l'infanterie et par deux pièces d'artillerie.

## Déroulement du combat
Les premiers combats de la journée débutent par une attaque française sur l'une des collines occupées par les cavaliers prussiens, qui repoussent sèchement l'assaillant.
Le chef d'escadron Fredro, s'étant approché par la ruse des lignes adverses, entraîne alors tous les cavaliers, polonais et français, à la charge. Tandis que le 1er escadron du capitaine Jankowski charge l'adversaire de front, le 2e prend les hussards à revers. Cernés, les Prussiens se débandent et le colonel Blücher, blessé, est fait prisonnier par le brigadier Wojciechowaki.

## Pertes
Les Polonais font une vingtaine de prisonniers parmi les Prussiens, dont le colonel Blücher.